# M24 (fusil)
Pour les articles homonymes, voir M24 et SWS.
La carabine M24 SWS (pour Sniper Weapon System) était l'une des carabines de précision utilisées par l'Armée de terre américaine. Elle utilise un calibre 7,62 × 51 mm Otan et a été remplacée par le M110 SASS dans les années 2010 dans les forces armées des États-Unis.

## Description
Sa portée utile est donnée pour 800 mètres, mais des tirs à des distances supérieures ont été enregistrés, notamment un en Irak à une distance record de 1 250 mètres. Le M24, a été mis en service en 1988.
L'arme est basée sur une carabine Remington 700 (la même que pour le M40 des Marines).
Le M24A1 est une carabine à répétition manuelle, les versions A2 et A3 (plus modernes et pouvant recevoir des équipements optiques comme les pointeurs lasers) utilisent un chargeur sous l'arme.

## Utilisateurs
- Argentine : Utilisé par l'armée et la marine de l'Argentine[réf. nécessaire]
- Afghanistan : Armée nationale afghane[1]
- Maroc Utilisé par les forces spéciales marocaines et l'armée royale.
- Bangladesh : Utilisé par certaines forces spéciales
- Brésil : Utilisé par la brigade des opérations spéciales[2]
- Hongrie : Utilisé par le Bercsény László Különleges Műveleti Zászlóalj[3].
- Irak : Utilisé par l'armée irakienne[4] et les forces spéciales[5]
- Israel : Utilisé par les forces de défense d'Israël[6].
- Géorgie [7]
- Japon : Utilisé par les forces d'autodéfense de terre du Japon, et les parachutistes de la 1re aéroportée[8] ainsi que les forces spéciales, comme arme de sniper principale[9]
- Liban[10] Utilisé par les forces de sécurité internes et par l'armée libanaise
- Malaisie : Utilisé par les unités PASKAL de la marine royale malaisienne[11]
- Pakistan : Utilisé par les forces spéciales[réf. nécessaire]
- Philippines : Armée et corps des marines[réf. nécessaire]
- USA : Utilisé par l'armée et l'Air Force[12] ainsi que par certaines unités du SWAT[13]